# Апостольский нунций
Апостольский ну́нций (лат. nuntius apostolicus, в прессе также папский ну́нций) — постоянный дипломатический представитель папы римского в государствах, с которыми Святой Престол поддерживает дипломатические отношения. Должности нунция и его местожительству присвоено название нунциатуры.
Нунций — высший дипломатический представитель Святого Престола, соответствует чрезвычайному и полномочному послу. В большинстве стран с исторически преобладающим католическим населением со времени Венского мирного конгресса (1815) нунций является дуайеном (старейшиной) дипломатического корпуса. Производное от «нунций» — «нунциатура» — папское посольство в какой-либо стране.
Правовой основой деятельности нунциев служит Венская конвенция о дипломатических сношениях (1961). С точки зрения канонического права Католической церкви деятельность нунциев регулируют каноны 362—367 ККП. Обычно нунции имеют сан архиепископа, они имеют право совершать богослужения в любом католическом храме на территории своей дипломатической миссии. Нунции не входят в состав локальной конференции католических епископов, но согласно канонам должны поддерживать с ней тесную связь и оказывать ей возможную помощь. В круг обязанностей нунция входит поддержка отношений между Святым Престолом и государственными органами, обсуждение с властями положения Католической церкви в стране, поддержка деятельности епископов локальной Церкви, содействие миру и взаимопониманию между народами, укрепление дружеских связей с некатолическими христианскими Церквями и общинами, а также верующими нехристианских религий. Нунцию принадлежит право после необходимых консультаций с местными иерархами предлагать Св. Престолу кандидатов на вакантные епископские кафедры.
В странах, с которыми Святой Престол не поддерживает полноценных дипломатических отношений, тем не менее могут присутствовать папские представители, которые именуются апостольскими делегатами. Апостольские делегаты являются официальными представителями папского престола, но не имеют посольского дипломатического статуса. Ранее также существовали статусы интернунция и пронунция, дипломатических агентов второго ранга. В настоящее время данные статусы в дипломатической практике не используются.

## Исторические нунции
- Апостольский нунций в Австрии — с 1586 года при дворе императора Священной Римской империи;
- Апостольский нунций в Баварии — с 1785 года при дворе курфюрста Баварии;
- Апостольский нунций в Бельгии — с 1593 года при дворе штатгальтеров габсбургских Нидерландов;
- Апостольский нунций в Венеции — с 1498 года при венецианских дожах;
- Апостольский нунций в Испании — с 1492 года при дворе католических королей;
- Апостольский нунций в Кёльне — с 1573 года при дворе курфюрста Кёльна;
- Апостольский нунций в Милане — с XVI века при дворе миланских герцогов;
- Апостольский нунций в Неаполе — с XVI века при дворе неаполитанских королей;
- Апостольский нунций в Польше — с XVI века при дворе польских королей;
- Апостольский нунций в Турине — с XVI века при дворе савойских герцогов, а затем королей Сардинии;
- Апостольский нунций в Тоскане — с 1560 года при дворе Великих герцогов Тосканских;
- Апостольский нунций в Португалии — с 1481 года при дворе португальских королей;
- Апостольский нунций во Франции — с начала XVI века при дворе французских королей.
- Апостольский нунций в Швейцарии — с 1543 года при Швейцарском союзе.